# Pädagogisches Institut Zwickau

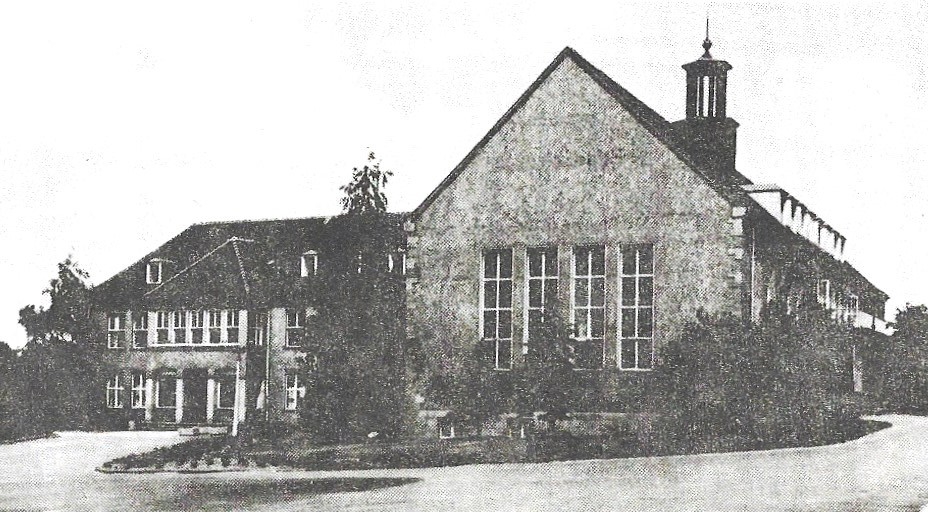
Lehrgebäude der Bergbauschule in Zwickau-Eckersbach – später Pädagogisches Institut Zwickau und Pädagogische Hochschule Zwickau, Mitte der 1960er-Jahre.

Das Pädagogische Institut Zwickau war eine Hochschul-ähnliche Einrichtung zur Ausbildung von Oberstufenlehrern. Es bestand von 1965 bis 1973 im Stadtteil Eckersbach der sächsischen Stadt Zwickau. Das Institut wurde 1973 zur Pädagogischen Hochschule Zwickau.

## Vorgängereinrichtungen
Bereits im Jahr 1912 wurde in Zwickau ein Lehrerseminar gegründet, das jedoch Mitte der 20er-Jahre zugunsten einer universitären Lehrerausbildung in Dresden und Leipzig wieder geschlossen wurde.

### Pädagogisches Institut (PI) Karl-Marx-Stadt
Um die Kapazitäten der Lehrerausbildung in der DDR zu erweitern, wurden ab 1952/53 zusätzlich zu den bestehenden Hochschulen pädagogische Institute (PI) geschaffen. Diese hatten Hochschulcharakter mit dem Ziel, sich zu einer Hochschule zu entwickeln (s. Pädagogische Hochschule „Karl Friedrich Wilhelm Wander“ Dresden). Im Zuge dieser Entwicklung wurde 1952 das Institut für Lehrerbildung Karl-Marx-Stadt (Chemnitz) gegründet, das 1956 als Pädagogisches Institut Karl-Marx-Stadt firmierte. Es hatte die Aufgabe, Lehrerinnen und Lehrer in den Disziplinen Körpererziehung, Werken und Musikerziehung auszubilden, 1957 kamen die Fächer Mathe und Physik dazu. 1958 wurde ein Lehrstuhl für Grundlagen der sozialistischen Produktion eingerichtet.
Das Institut startete 1952 mit 12 Lehrkräften und 150 Direktstudenten. Die wachsenden Anforderungen an die Lehrerausbildung in der DDR führten zu einer steigenden Studentenzahl an den Pädagogischen Instituten. Im Jahr 1959 studierten bereits 1070 Direkt- und 200 Fernstudenten am PI in Karl-Marx-Stadt. Diese wurden von rund 200 Lehrkräften unterrichtet.

### Außenstelle Zwickau des PI Karl-Marx-Stadt
Durch das rasche Wachstum stieß das Institut in Karl-Marx-Stadt an seine räumlichen Grenzen, weshalb Teile auf Wunsch der SED-Bezirksleitung ausgelagert werden sollten. Zur Auswahl standen das Gelände der aufgelösten Wirtschaftsschule des Zentralkomitees in Mittweida und die 1952 errichtete Bergbau-Berufsschule in Zwickau-Eckersbach, die nur unzureichend ausgelastet war. Aufgrund der Größe und des Charakters der Stadt, der Nähe zum Robert-Schumann-Konservatorium und eines bereits vorhandenen Sportplatzes auf dem künftigen Institutsgelände erhielt Zwickau den Zuschlag.
Am 1. September 1959 nahm die Außenstelle Zwickau des Pädagogischen Instituts Karl-Marx-Stadt ihre Arbeit auf. Zunächst wurden auf dem neuen Campus-Gelände nur zwei Häuser sowie einige Räume des zentralen Lehrgebäudes belegt. Im ersten Studienjahr 1959/60 wurden in Zwickau 150 Studenten ausgebildet. Geleitet wurde das Institut zunächst von Gottfried Meyer, ab 1960 stand Walter Heinzig an der Spitze. Etappenweise verlegten die gesellschaftswissenschaftlichen Lehrstühle ihre Tätigkeit von Karl-Marx-Stadt nach Zwickau, wobei die Mitarbeiter oftmals noch an beiden Einrichtungen lehrten. Bereits 1959 nahm der Teillehrstuhl Marxismus-Leninismus in Zwickau seine Tätigkeit auf, es folgten 1960 die Lehrstühle für Körpererziehung, Musik, Deutsch sowie die Teillehrstühle Pädagogik und Psychologie. Ebenfalls in dieser Zeit wurde ein Teillektorat Sprachen sowie ein Bereich Film-Bild-Ton ins Leben gerufen. Die damalige Walter-Ulbricht-Schule (heute Schule am Scheffelberg), die sich direkt gegenüber dem Institutsgeländes befand, wurde zur Übungsschule für die angehenden Lehrerinnen und Lehrer. Die Zwickauer Außenstelle wuchs schnell. Im Studienjahr 1962/63 wurden bereits 576 Studenten von 79 Mitarbeitern unterrichtet.

## Institutsgründung
Bedingt durch die rasch anwachsenden Studierendenzahlen an der Zwickauer Außenstelle des Pädagogischen Instituts Karl-Marx-Stadt gab es bereits seit Anfang der 1960er-Jahre Tendenzen, dieser mehr Eigenständigkeit einzuräumen. Eingebettet war diese Entwicklung in die prinzipielle Neugestaltung der Lehrerausbildung im damaligen Bezirk Karl-Marx-Stadt. In Zwickau wurden bis Mitte der 60er-Jahre selbstständige Lehrstühle für Marxismus-Leninismus, Pädagogik und Psychologie sowie ein eigenständiges Lektorat Sprachen (Russisch, Englisch, Französisch) eingerichtet. Die Lehrstühle Grundlagen der sozialistischen Produktion, Mathe und Physik sollten in Karl-Marx-Stadt konzentriert werden, die Lehrstühle Musikerziehung, Deutsche Sprache und perspektivisch auch Körpererziehung sollten in Zwickau ausgebaut werden.
Mit dieser Entwicklung einher ging Mitte der 1960er-Jahre auch die Übergabe des kompletten Geländes und Gebäudebestands der Bergbauschule an das Pädagogische Institut, was zu einem Aufwuchs an technischem Personal führte. Aufschwung für die Zwickauer Außenstelle brachte 1964 auch die Entscheidung der SED-Führung, die Ausbildung von Staatsbürgerkunde-Lehrern auf eine akademische Ebene zu heben. Neben der Martin-Luther-Universität Halle, der Karl-Marx-Universität Leipzig (heute Uni Leipzig) und dem pädagogischen Institut Leipzig wurde auch die Außenstelle Zwickau dafür ausgewählt.
Um der wachsenden Bedeutung des Zwickauer Institutsteils Rechnung zu tragen, wurde auf Betreiben des Ministeriums für Volksbildung am 1. April 1965 das Pädagogische Institut Zwickau als eigenständige Einrichtung gegründet. Zum ersten Direktor wurde Johannes Schwarzenberg berufen. Zum Zeitpunkt der Institutsgründung gab es in Zwickau 668 Direktstudenten und 238 Fernstudenten die von 101 Mitarbeitern betreut wurden. Studiert werden konnten im vierjährigen Lehramtsstudium die Fächerkombinationen Deutsch/Staatsbürgerkunde, Deutsch/Körpererziehung, Deutsch/Musikerziehung, Staatsbürgerkunde/Körpererziehung. 1966 wurde Gotthold Krapp Rektor des Zwickauer Instituts.

## Übergang zur Pädagogischen Hochschule „Ernst Schneller“ Zwickau
Ab 1965 wurde DDR-weit die dritte Hochschulreform eingeleitet. Ziel war eine stärkere Verzahnung von Forschung und Lehre mit Politik und Praxis. Faktisch ging es auch darum, die bis dato noch vorhandene Autonomie einzelner Fakultäten und Institute an Universitäten zu brechen und durch eine zentralistische Hochschulstruktur den Durchgriff der Parteiführung auf die akademische Bildung zu stärken. Auch am pädagogischen Institut Zwickau wurden in Folge der Hochschulreform Ende der 1960er-Jahre vormals eigenständige Fakultäten und Institute zu sogenannten Sektionen zusammengefasst. Es entstanden die Sektionen Sportwissenschaft, Marxismus-Leninismus und Staatsbürgerkunde, die Sektion Deutsch und Musikerziehung sowie die Sektion Pädagogik und Psychologie.
Ab Sommer 1969 durfte das Pädagogische Institut bei erfolgreichen Abschluss des Studiums den Titel Diplom vergeben, was eine weitere Aufwertung der Zwickauer Einrichtung sowie eine schrittweise Annäherung an etablierte Universitäten und Hochschulen bedeutete. Am 21. November 1969 erhielt das Pädagogische Institut Zwickau den verpflichtenden Beinamen „Ernst Schneller“, um an den 1944 im KZ Sachsenhausen ermordeten Lehrer und Politiker der SPD und KPD zu erinnern. Im Jahr 1969 gab es am Zwickauer PI 800 Direkt- und 500 Fernstudierende. Von großer Bedeutung für die Entwicklung des Instituts war die Entscheidung der Parteileitung, ab dem Studienjahr 1970/71 sogenannte Freundschaftspionierleiter mit Hochschulabschluss auszubilden. Dies sorgte für ein nochmaliges Anwachsen der Studierenden- und Mitarbeiterzahl.
Auf dem VIII. Parteitag der SED 1971 beschloss die Parteiführung, dass eine Reihe von Bildungseinrichtungen der DDR zu vollwertigen Hochschulen entwickelt werden sollten. Auch das Pädagogische Institut Zwickau war dafür ausgewählt worden. 1972 ernannte die Ministerin für Volksbildung, Margot Honecker, Peter Franke zum neuen Institutsdirektor. Seine vorrangigste Aufgabe bestand darin, Bedingungen zu schaffen, die es erlaubten, das Zwickauer Institut in den Status einer Pädagogischen Hochschule zu heben. 1973 stellte die Parteiführung fest, dass das Zwickauer Institut die „wissenschaftlichen, politischen, ideologischen und kadermäßigen Voraussetzungen besaß, sich als sozialistische Hochschule der DDR weiterzuentwickeln“. Auf Beschluss des Ministerrats der DDR wurde  am 1. September 1973 aus dem Pädagogischen Institut Zwickau die Pädagogische Hochschule „Ernst Schneller“ Zwickau gegründet.